# Tanjur
Tanjur koja označava kuhinjsku posudu koje je obično okruglo s ravnim rubom na kojem serviraju obroci. Izrađeni su od porculana, stakla, keramike, plastike, metala, ili drugih materijala.
Tanjuri mogu biti: plitki ili duboki. 
- Plitki tanjuri se koriste za serviranje čvrste hrane.
- Duboki tanjuri se koriste uglavnom za serviranje tekuće hrane.